# Arenopontia orientalis
Arenopontia orientalis är en kräftdjursart. Arenopontia orientalis ingår i släktet Arenopontia och familjen Leptopontiidae. Inga underarter finns listade i Catalogue of Life.